# Georgia Burgess
Georgia Burgess (23 marzo 1997) è un'ex sciatrice alpina canadese.

## Biografia
Attiva in gare FIS dal dicembre del 2013, in Nor-Am Cup la Burgess ha esordito il 10 dicembre 2014 a Lake Louise in discesa libera (25ª), ha colto l'unico podio il 5 dicembre 2017 nelle medesime località e specialità (3ª) e ha preso per l'ultima volta il via il 20 dicembre 2019 a Nakiska in slalom speciale, senza completare la prova. Si è ritirata durante la stagione 2020-2021 e la sua ultima gara è stata uno slalom speciale universitario disputato il 19 febbraio a Park City; non ha debuttato in Coppa del Mondo né preso parte a rassegne olimpiche o iridate.

## Palmarès

### Nor-Am Cup
- Miglior piazzamento in classifica generale: 37ª nel 2016
- 1 podio:
  - 1 terzo posto

### Campionati canadesi
- 2 medaglie:
  - 1 oro (supergigante nel 2017)
  - 1 bronzo (discesa libera nel 2017)